# DotNetBrowser
DotNetBrowser — проприетарная .NET библиотека, основанная на Chromium. Предоставляет программно управляемый браузерный движок, который можно использовать для встраивания Chromium в приложения, загрузки и отображения страниц.
 Разрабатывается и поддерживается TeamDev с 2015 года.

## Функциональность
Основными функциями библиотеки являются:
- Загрузка и отображение веб-страниц.
- Встраивание браузера в .NET приложения, написанные на WPF или Windows Forms.[8]
- Обработка событий навигации и событий обмена данными с сервером.
- Доступ к DOM загруженной страницы, включая поиск и изменение элементов.
- Выполнение JavaScript на загруженной странице, возможность работы с JavaScript объектами из .NET и с .NET объектами из JavaScript[9][10][11]

## Использование
Наиболее часто распространенный вариант использования библиотеки — это встраивание браузера в различные .NET приложения для отображения веб-страниц и работы с ними. DotNetBrowser также можно использовать без вывода на экран в консольных или серверных приложениях.
Другие популярные варианты использования включают создание web-based приложений для информационных киосков и киосков самообслуживания и надстроек VSTO для приложений Microsoft Office.
Другие варианты и примеры использования описаны в репозитории DotNetBrowser Examples.

## Примеры встраивания

### WPF
Разметка XAML
```
<Window
 
x:Class=
"Sample.Wpf.MainWindow"

        
xmlns=
"http://schemas.microsoft.com/winfx/2006/xaml/presentation"

        
xmlns:x=
"http://schemas.microsoft.com/winfx/2006/xaml"

        
xmlns:d=
"http://schemas.microsoft.com/expression/blend/2008"

        
xmlns:mc=
"http://schemas.openxmlformats.org/markup-compatibility/2006"

        
xmlns:wpf=
"clr-namespace:DotNetBrowser.Wpf;assembly=DotNetBrowser.Wpf"

        
mc:Ignorable=
"d"

        
Title=
"MainWindow"
 
Height=
"450"
 
Width=
"800"
 
Closed=
"MainWindow_OnClosed"
>

    
<Grid>

        
<wpf:BrowserView
 
x:Name=
"browserView"
/>

    
</Grid>

</Window>

```

C#
```
using
 
System
;

using
 
System.Windows

using
 
DotNetBrowser.Browser
;

using
 
DotNetBrowser.Engine
;

namespace
 
Sample.Wpf
 
{

    
public
 
partial
 
class
 
MainWindow
 
:
 
Window
 
{

        
private
 
readonly
 
IEngine
 
engine
;

        
private
 
readonly
 
IBrowser
 
browser
;

         

        
public
 
MainWindow
()
 
{

            
InitializeComponent
();

             

            
// Создаем и инициализируем IEngine

            
engine
 
=
 
EngineFactory
.
Create
();

             

            
// Создаем IBrowser

            
browser
 
=
 
engine
.
CreateBrowser
();

            
browser
.
Navigation
.
LoadUrl
(
"https://teamdev.com/dotnetbrowser"
);

             

            
// Инициализируем элемент управления WPF BrowserView

            
browserView
.
InitializeFrom
(
browser
);

        
}

         

        
private
 
void
 
MainWindow_OnClosed
(
object
 
sender
,
 
EventArgs
 
e
)
 
{

            
browser
.
Dispose
();

            
engine
.
Dispose
();

        
}

    
}

}

```

### Windows Forms
C#
```
using
 
System
;

using
 
System.Windows.Forms
;

using
 
DotNetBrowser.Browser
;

using
 
DotNetBrowser.Engine
;

using
 
DotNetBrowser.WinForms
;

namespace
 
Sample.WinForms
 
{

    
public
 
partial
 
class
 
Form1
 
:
 
Form
 
{

        
private
 
readonly
 
IEngine
 
engine
;

        
private
 
readonly
 
IBrowser
 
browser
;

         

        
public
 
Form1
()
 
{

            
InitializeComponent
();

             

            
// Создаем и инициализируем IEngine

            
engine
 
=
 
EngineFactory
.
Create
();

             

            
// Создаем элемент управления Windows Forms BrowserView

            
BrowserView
 
browserView
 
=
 
new
 
BrowserView
()
 
{

                
Dock
 
=
 
DockStyle
.
Fill

            
};

             

            
// Создаем IBrowser

            
browser
 
=
 
engine
.
CreateBrowser
();

            
browser
.
Navigation
.
LoadUrl
(
"https://teamdev.com/dotnetbrowser"
);

             

            
// Инициализируем Windows Forms BrowserView

            
browserView
.
InitializeFrom
(
browser
);

             

            
// Добавляем элемент управления BrowserView на форму

            
Controls
.
Add
(
browserView
);

            
Closed
 
+=
 
Form1Closed
;

        
}

         

        
private
 
void
 
Form1Closed
(
object
 
sender
,
 
EventArgs
 
e
)
 
{

            
browser
.
Dispose
();

            
engine
.
Dispose
();

        
}

    
}

}

```